# Károly Teppert
Károly Teppert (20 de julho de 1891, data de morte desconhecida) foi um ciclista húngaro que competiu no ciclismo nos Jogos Olímpicos de Verão de 1912, representando a Hungria.